# D.H. Peligro

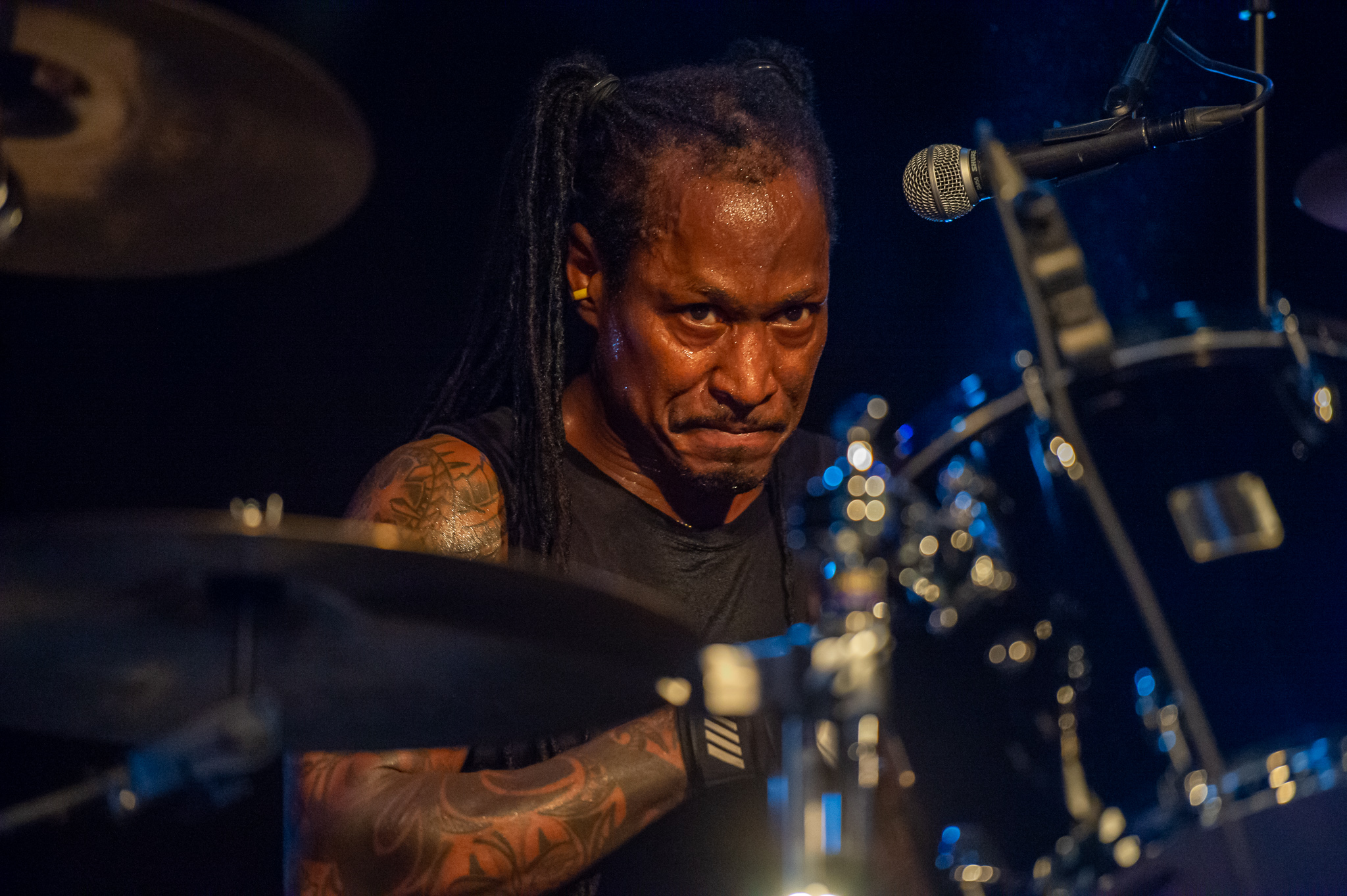
D.H. Peligro spelar med Dead Kennedys 2019.

Darren Henley, mest känd under sitt artistnamn D.H. Peligro, född 9 juli 1959 i St. Louis, Missouri, död 28 oktober 2022 i Los Angeles,
 var en amerikansk trummis.
Förutom en kort period med Red Hot Chili Peppers 1988, var han trummis för Dead Kennedys åren 1981–1986, 2001–2008, 2009–2022.
Han medverkade bl.a. på albumen Plastic Surgery Disasters, Frankenchrist och Bedtime for Democracy, liksom på EP:n In God We Trust och samlingen Give Me Convenience or Give Me Death.
Peligro var även sångare i sitt eget band Peligro, och har släppt flera album, Welcome to America och Sum of Our Surroundings, den senare blev årets bästa skiva på US Independent Music Awards.
Peligro har även samarbetat med band som Nailbomb, Reverend Jones and the Cool Aid Choir och Al Sharpton's Hair and the Hellions. 1984 spelade han in en punkrockversion av Jimi Hendrix-låten "Purple Haze", som nominerades till en Grammy Award.
Den 28 oktober 2022 avled D.H. Peligro i sitt hem i Los Angeles, av en hjärnskada orsakat av ett oavsiktligt fall. 

## Diskografi

### Dead Kennedys
- In God We Trust, Inc. (1981)
- Plastic Surgery Disasters (1982)
- Frankenchrist (1985)
- Bedtime for Democracy (1986)
- Give Me Convenience or Give Me Death (1987)
- DMPO's on Broadway (2000)
- Mutiny on the Bay (2001)
- The Early Years Live (2001)
- In God We Trust, Inc.: The Lost Tapes (2003)
- Live at the Deaf Club (2004)
- Milking the Sacred Cow (2007)
- Original Singles Collection (2014)

### Jungle Studs
- Jungle Studs (1986)

### Peligro
- Peligro (1995)
- Welcome To America (2000)
- Sum Of Our Surroundings (2004)

### Red Hot Chili Peppers
- Mother's Milk (1989) (co-wrote "Sexy Mexican Maid", "Stone Cold Bush" and "Taste the Pain")

### Nailbomb
- Proud to Commit Commercial Suicide (1995) (drums on "Police Truck (The Dead Kennedys Cover)", "Exploitation (Doom Cover)" and "World of Shit")